# Starosti starostky
Starosti starostky (v anglickém originále The Old Blue Mayor She Ain't What She Used To Be) jsou 6. díl 29. řady (celkem 624.) amerického animovaného seriálu Simpsonovi. Scénář napsali Tom Gammill a Max Pross a díl režíroval Matthew Nastuk. V USA měl premiéru dne 12. listopadu 2017 na stanici Fox Broadcasting Company a v Česku byl poprvé vysílán 12. února 2018 na stanici Prima Cool.

## Děj
Trať staré springfieldské jednokolejky (z dílu Marge versus jednokolejka) je přestavěna na Springfieldskou promenádu. Při oficiálním otevření starosta Quimby zapne elektřinu, což způsobí, že se stará jednokolejka rozjede a zničí promenádu, přičemž srazí Sebastiana Cobba, nakonec vykolejí a zničí pamětní sochu Leonarda Nimoye.
Na schůzi městské rady o této katastrofě se starosta Quimby ohradí proti Marginým návrhům sexistickými poznámkami, načež ji její rodina povzbudí, aby proti němu kandidovala na starostku Springfieldu. Po neslavném začátku si v průzkumech veřejného mínění polepší, když v debatě prohlásí, že zlikviduje hořící hromadu pneumatik. Tím si taktéž zajistí vítězství ve volbách.
Když však k hořícím pneumatikám přijedou buldozery, přiváže se k bráně majitel stánku se suvenýry, jenž nesouhlasí s likvidací požáru. Marge s ním soucítí, jelikož by tím utrpělo jeho podnikání, ze kterého platí školu svému synovi. V televizi je označena za lhářku, protože nebyla schopna splnit slib. Marge a její podpůrný tým se vrátí k požáru pneumatik s nabídkou, že stánek se suvenýry odkoupí. Když majitel nabídku odmítne, Marge se neudrží a urazí jej, což ještě více poškodí její podporu a popularitu.
Ve snaze získat zpět voliče uspořádá Marge přímý přenos ze svého domu, který živě sleduje a hodnotí její podpůrný tým (složený z Lindsey Neagleové, profesora Frinka a Julia Franca) a cílové skupiny. Přímý přenos narušuje Homer, což u cílových skupin vyvolá smích, a její rating prudce vzroste. V důsledku toho je povzbuzena, aby si i nadále veřejně dělala legraci z Homera, který dostane sendvič pojmenovaný po něm a vlastní balón v průvodu na Den díkůvzdání, který „prdí“ konfety.
Když vidí, jak se Homer stal terčem posměchu, navštíví Quimbyho v jeho domě, aby se ho zeptala, zda je možné vést rodinný život a mít alespoň částečný úspěch jako politik. Quimby jí odvětí, že to nelze skloubit. Té noci, co skončil ve funkci, si uvědomil krásu své manželky Marthy. Ta koneckonců děkuje Marge za to, že jí vrátila manžela.
Při křtu kanálu na 4. ulici se Marge odchýlí od scénáře své poradkyně Lindsey a vyzná Homerovi lásku. Dav zklamaně odchází.
V závěrečné scéně, odehrávající se o osm let později, procházejí Marge a Homer Knihovnu starostky Marge Simpsonové. Marge navrhuje vynechat část „Žaloba a zostuzení“, ke které se blíží, ale Homer upozorní, že jí musí projít, aby se dostali do kafeterie. Poté procházejí kolem exponátu, který odhalil, že byla odvolána z funkce a Quimby byl znovu jmenován starostou Springfieldu.

## Přijetí
Dennis Perkins z webu The A.V. Club udělil dílu hodnocení B a napsal: „Starosti starostky se do značné míry věnují zkoumání toho, jak Margin vzestup k moci jako nové starostky Springfieldu závisí na tom, jak jsou nezodpovědní obyvatelé města náchylní k manipulaci na základě svých nejnižších, nejsobečtějších instinktů. Simpsonovi nejsou ani tak cynickým seriálem, jako spíše odolávají pokušení buď démonizovat, nebo vyzdvihovat občanské smýšlení či vlastenectví. Obyvatelé Springfieldu se dnes večer hrnou k Marge ne proto, že by byla jednoznačně lepším kandidátem a člověkem než věčně zvolený, sukničkářský, karikaturně zkorumpovaný Joe Quimby, ale proto, že ji politická agentka Lindsey Naegleová přesvědčí, aby využila cílení na mikroskupiny profesora Frinka.“
Tony Sokol, kritik Den of Geek, ohodnotil díl 3,5 hvězdičkami z 5 s komentářem: „Starosti starostky jsou plné vtipů a postřehových gagů, ale podvratnost se omezuje na minimum. Nejlepší komentář přichází v písni, která vysvětluje, co voliči hledají na kandidátce, individuální potřeby podávané v jednotlivých dílcích, ale je až příliš uhlazená pro špinavou hru, jakou je místní politika.“
Starosti starostky dosáhly ratingu 1,9 s podílem 7 a sledovalo je 4,75 milionu lidí, čímž se umístily na první příčce nejsledovanější pořadů toho večera na stanici Fox.